# António José da Silva

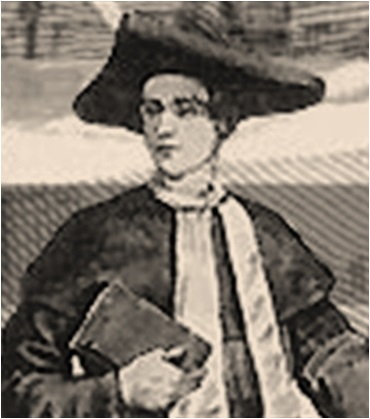
Antonio Jose da Silva Coutinho.

António José da Silva [əntô'nyʊ zhʊzĕ' dä sēl'və], genannt O Judeu (geboren 8. Mai 1705 in Rio de Janeiro; gestorben 19. Oktober 1739 in Lissabon), war ein in der damaligen portugiesischen Kolonie Brasilien geborener Komödiendichter marranischer Herkunft. Er wurde von der Inquisition auf dem Scheiterhaufen verbrannt. Seinem Wirken zu Ehren benannte die einflussreiche moderne Theaterkompanie Teatro da Cornucópia ihr 1975 bezogenes Domizil in Teatro do Bairro Alto um.

## Leben
Da Silva stammte aus einer Familie zwangsgetaufter Juden in Brasilien. Sein Vater war João Mendes da Silva (geboren in Rio de Janeiro 1656) und seine Mutter Lourença Coutinho. Da Silva war das jüngste der drei Kinder. Seine Mutter wurde bei den 1702 auch in Rio de Janeiro einsetzenden Untersuchungen der Inquisition 1712 angeklagt, verdeckt dem jüdischen Glauben anzuhängen, und musste sich im Mutterland Portugal einem Verfahren stellen. Sie wurde gefoltert und musste sich 1713 einem Autodafé unterziehen. Da Silvas Vater, der sie mit der Familie nach Portugal begleitet hatte, ließ sich erfolgreich in Lissabon als Anwalt nieder. Da Silva studierte an der Universität Coimbra Jura (wie schon sein Vater) und war dann Anwalt in der Kanzlei seines Vaters in Lissabon. 1734 heiratete er Leonore de Carvalho, die ihrerseits wegen ihres (verheimlichten) jüdischen Glaubens aus Spanien geflohen war, wo Verwandte von ihr (möglicherweise auch ihre Eltern) zuvor von der Inquisition verbrannt wurden. Aus der Ehe stammte eine Tochter, geboren 1735.
Ab 1733 verfasste er damals in Portugal populäre komödiantische Singspiele, die mit Marionetten aufgeführt wurden und im Theater Bairro Alto regelmäßig für ein volles Haus sorgten. Im Volk wurden sie Opern des Juden (deshalb sein Beiname, O Judeu, der Jude) genannt, da sie wie die damals in der Oberschicht beliebten Opern, die da Silva parodierte, Gesangseinlagen enthielten. Seine Komödien hatten häufig mythologische Stoffe als Vorlage (oder bei einer Komödie den Don Quichotte von Cervantes), enthielten aber satirische Porträts der damaligen portugiesischen Gesellschaft zur Zeit des Königs Johann V. und waren in einer volkstümlichen Sprache verfasst. Seine Komödien brachten ihm den Beinamen eines portugiesischen Plautus ein. Sein Stil ist von Lope de Vega und Molière beeinflusst, wobei er z. B. Gelehrte Küchenlatein sprechen lässt und auch einen verschraubt-schwulstigen Sprachstil nach Art des Gongorismus verwendet. Von ihm stammen auch Fabeln und Gedichte.
Im August 1726 wurde da Silva kurz nach seiner Rückkehr aus Coimbra nach Lissabon wegen des Verdachts, er würde noch dem jüdischen Glauben anhängen, vor dem Inquisitionstribunal angeklagt, schwer gefoltert und musste sich nach einer Abschwörung dem großen Autodafé am 23. Oktober unterziehen, dem auch der König und sein Hofstaat beiwohnte. Auch seine Mutter wurde zur gleichen Zeit verhaftet und gefoltert und musste diesmal als Rückfällige bis zur Freilassung nach Teilnahme an einem Autodafé 1729 im Gefängnis bleiben. Trotz der Protektion durch hochgestellte Patrone wie den Grafen Erceiro (Francisco Xavier de Menezes) und dem Direktor der Münze Mathias Ayres Ramos da Silva Eça (der danach alles versuchte, ihn zu retten) wurde er im Oktober 1737 nach einer Denunziation durch eine farbige Sklavin seiner Mutter (er habe den Sabbat beachtet) wie seine Ehefrau erneut verhaftet, als geheimer Anhänger des jüdischen Glaubens angeklagt und diesmal nach zwei Jahren Gefängnis zum Tode verurteilt und im letzten solchen Autodafé 1739 hingerichtet – er wurde, nachdem er zuvor in ein für ein Autodafé typisches gelbes, mit roten Flammen und Teufeln verziertes Gewand (Sambenito) gekleidet wurde und eine grüne Wachskerze auf dem Weg zum Richtplatz halten musste, erdrosselt und sein Körper verbrannt. Vor seinem Tod (nachdem das Todesurteil schon feststand) bekannte er sich vor den Inquisitoren öffentlich zu seinem jüdischen Glauben und auch seine letzten Worten sollen das Schma Jisrael gewesen sein. Nach einer bei Kohut zitierten brasilianischen Quelle wurden auch seine Frau und seine Mutter am 19. Oktober hingerichtet und verbrannt. Nach anderen Angaben starb seine Frau am 10. Oktober im Gefängnis, nachdem sie alle Anschuldigungen zurückgewiesen hatte und damit in den Augen der Inquisition als verstockte Ketzerin galt und auch die Mutter soll erst drei Monate nach der Hinrichtung da Silvas verstorben sein. Beide waren zu Einkerkerung auf unbestimmte Zeit verurteilt. Am Tag seiner Hinrichtung wurde eines seiner beim Volk beliebten Stücke gespielt. Das Theater, in dem seine Stücke gespielt wurden, wurde von seinen Betreibern kurz darauf geschlossen.
Da Silvas Vater starb bereits im Januar 1736. Auf ihn schien nie der Verdacht der Inquisition gefallen zu sein. Er verfasste religiöse und andere Gedichte, Fabeln und christliche Hymnen.
Da Silvas Stücke wurden in Einzelheften 1736/37 und in der Sammlung Teatro comico portugez (4 Bände), die zuerst 1744 und dann in mehreren Auflagen im 18. Jahrhundert erschienen (zuletzt 1787–1790), anonym publiziert. Ein erster Versuch, seine Werke nach seinem Tod zu publizieren, wurde durch die Inquisition untersagt. Die Sammlung enthielt acht Stücke, es gibt aber insgesamt zwölf. Ein Stück wurde 1860 in der Revista Brazileira publiziert. Auszüge aus seinen Stücken in portugiesischer Sprache erschienen in der deutschsprachigen Biographie von Ferdinand Joseph Wolf 1860.
Die Stadt Lissabon errichtete ihm 1912 ein Monument: einen brennenden Scheiterhaufen, dem er im oben beschriebenen Gewand des Delinquenten zuschreitet, worüber sich ein Sinnbild des Lustspiels erhebt.

## Rezeption
Da Silva ist Gegenstand mehrerer epischer Gedichte.  Das von Gonçalves de Magalhães 1838 über den Komiker Da Silva veröffentlichte und am 13. März 1838 uraufgeführte Schauspiel António José, ou O Poeta e a Inquisição gilt als erste von einem brasilianischen Dichter verfasste Tragödie. Moritz Levin veröffentlichte 1882 ein deutschsprachiges Gedicht über Da Silva und dessen Hinrichtung. Ein weiteres portugiesisches Theaterstück ist Der Jude (1966) von Bernardo Santareno, 1996 folgte der Film O Judeu (Der Jude) des Brasilianers Jom Tob Azulay (offizielle Premiere 1999).

## Werke
- 1733: Vida do Grande Dom Quixote de la Mancha e do Gordo Sancho Pança
- 1734: Esopaida
- 1735: Os Encantos de Medea
- 1736: Amphitriio
- 1736: Labyrintho de Creta
- 1737: Guerras do Alecrim e Mangerona, (Kriege zwischen Rosmarin und Majoran), Uraufführung Lissabon 1737, Teatro do Bairro Alto[28]
- 1737: As Variedades de Proteu, Grundlage für ein Marionettentheater von António Teixeira.[29]
- 1738: Precipicio de Faetonte

### Gesamtausgaben
- Obras completas. Prefacio e notas do José Pereira Tavares. Sá da Costa, Lisboa. Vol. 1, 1957 - 4, 1958.
- As comédias de Antônio José, o judeu. Organização, introdução e notas: Paulo Roberto Pereira. 1. Auflage. Martins Fontes, São Paulo 2007, ISBN 978-85-99102-75-6.